# Elecciones municipales de 2021 en la Región de Ñuble
Las elecciones municipales en la región de Ñuble se realizaron el sábado 15 y domingo 16 de mayo de 2021, junto a las elecciones de gobernadores regionales y de convencionales constituyentes, fueron las primeras municipales hechas con rango de región, debido a la escisión de la provincia de Ñuble de la región del Biobío en 2018. El listado de candidatos a alcalde y concejales por comuna fue publicado el 23 de enero por el Servel.

## Resultados regionales

### Elección de alcaldes
| Lista                         | Pacto o partido               | Sigla                       | Votos   | %?     | Cand.? | Alc.? | %? | ± %? |
| ----------------------------- | ----------------------------- | --------------------------- | ------- | ------ | ------ | ----- | -- | ---- |
| K                             | Unidad por el Apruebo         |                             | 59 475  | 33,30  | 13     | 6     |    |      |
|                               | Partido por la Democracia     | PPD                         | 34 516  | 19,33  | 2      | 1     |    |      |
| Partido Radical               | PR                            | 2935                        | 1,64    | 1      | 1      |       |    |      |
| Partido Socialista            | PS                            | 10 800                      | 6,05    | 4      | 2      |       |    |      |
| Independientes Lista K        | ILK                           | 11 224                      | 6,28    | 6      | 2      |       |    |      |
| M                             | Chile Digno, Verde y Soberano |                             | 1437    | 0,80   | 2      | 0     |    |      |
|                               | Partido Comunista             | PCCh                        | 1437    | 0,80   | 2      | 0     |    |      |
| XO                            | Republicanos                  |                             | 5982    | 3,35   | 2      | 0     |    |      |
|                               | Independientes Lista XO       | ILXO                        | 5982    | 3,35   | 2      | 0     |    |      |
| XS                            | Frente Amplio                 |                             | 407     | 0,23   | 1      | 0     |    |      |
|                               | Independientes Lista XS       | ILXS                        | 407     | 0,23   | 1      | 0     |    |      |
| XU                            | Unidos por la Dignidad        |                             | 13 314  | 7,45   | 6      | 3     |    |      |
|                               | Partido Demócrata Cristiano   | PDC                         | 11 134  | 6,23   | 5      | 2     |    |      |
| Independientes Lista XU       | ILXU                          | 2180                        | 1,22    | 1      | 1      |       |    |      |
| XX                            | Chile Vamos                   |                             | 52 633  | 29,47  | 20     | 8     |    |      |
|                               | Renovación Nacional           | RN                          | 24 149  | 13,52  | 8      | 5     |    |      |
| Unión Demócrata Independiente | UDI                           | 8431                        | 4,72    | 5      | 2      |       |    |      |
| Independientes Lista XX       | ILXX                          | 20 053                      | 11,23   | 7      | 1      |       |    |      |
| XY                            | Dignidad Ahora!               |                             | 4118    | 2,31   | 2      | 0     |    |      |
|                               | Partido Humanista             | PH                          | 3938    | 2,20   | 1      | 0     |    |      |
| Independientes Lista XY       | ILXY                          | 180                         | 0,10    | 1      | 0      |       |    |      |
| XZ                            | Ecologistas e Independientes  |                             | 3936    | 2,20   | 3      | 0     |    |      |
|                               | Partido Ecologista Verde      | PEV                         | 3287    | 1,84   | 1      | 0     |    |      |
| Independientes Lista XZ       | ILXZ                          | 649                         | 0,36    | 2      | 0      |       |    |      |
| YC                            | Independientes Cristianos     |                             | 176     | 0,10   | 1      | 0     |    |      |
|                               | Partido Conservador Cristiano | PCC                         | 176     | 0,10   | 1      | 0     |    |      |
| -                             | Independientes fuera de pacto | IND                         | 37 118  | 20,78  | 28     | 4     |    |      |
| Total de votos válidos        | Total de votos válidos        | Total de votos válidos      | 178 596 | 97,53  |        |       |    |      |
| Votos nulos                   | Votos nulos                   | Votos nulos                 | 2275    | 1,24   |        |       |    |      |
| Votos en blanco               | Votos en blanco               | Votos en blanco             | 2246    | 1,23   |        |       |    |      |
| Total de sufragios emitidos   | Total de sufragios emitidos   | Total de sufragios emitidos | 183 117 | 100,00 |        |       |    |      |

### Elección de concejales
| Lista                       | Lista o pacto                               | Sigla                       | Votos   | %?     | Cand.? | Con.? | %? | ± %? |
| --------------------------- | ------------------------------------------- | --------------------------- | ------- | ------ | ------ | ----- | -- | ---- |
| M                           | Chile Digno, Verde y Soberano               |                             | 11 331  | 6,58   | 46     | 3     |    |      |
|                             | Partido Comunista e Independientes          |                             | 11 331  | 6,58   | 46     | 3     |    |      |
| XK                          | Chile Vamos RN-Independientes               |                             | 27 195  | 15,80  | 105    | 26    |    |      |
| XO                          | Republicanos                                |                             | 6070    | 3,53   | 39     | 0     |    |      |
|                             | Republicanos e Independientes               |                             | 6070    | 3,53   | 39     | 0     |    |      |
| XS                          | Frente Amplio                               |                             | 1561    | 0,91   | 9      | 1     |    |      |
|                             | Revolución Democrática e Independientes     |                             | 1561    | 0,91   | 9      | 1     |    |      |
| XU                          | Unidos por la Dignidad                      |                             | 27 426  | 15,93  | 98     | 28    |    |      |
|                             | DC, PRO, Ciudadanos e Independientes        |                             | 27 426  | 15,93  | 98     | 28    |    |      |
| XY                          | Dignidad Ahora!                             |                             | 4104    | 2,38   | 14     | 0     |    |      |
|                             | Humanicemos Chile                           |                             | 1294    | 0,75   | 2      | 0     |    |      |
| Igualdad para Chile         |                                             | 2810                        | 1,63    | 12     | 0      |       |    |      |
| XZ                          | Ecologistas e Independientes                |                             | 6225    | 3,62   | 24     | 3     |    |      |
|                             | Ecologistas e Independientes                |                             | 6225    | 3,62   | 24     | 3     |    |      |
| YM                          | Chile Vamos PRI-Independientes              |                             | 6467    | 3,76   | 49     | 3     |    |      |
| YW                          | Unidad por el Apruebo PS-PPD-Independientes |                             | 31 201  | 18,13  | 102    | 25    |    |      |
|                             | PPD e Independientes                        |                             | 17 256  | 10,02  | 57     | 17    |    |      |
| PS e Independientes         |                                             | 13 945                      | 8,10    | 57     | 17     |       |    |      |
| ZG                          | Chile Vamos Evópoli-Independientes          |                             | 5146    | 2,99   | 28     | 2     |    |      |
| ZJ                          | Chile Vamos UDI-Independientes              |                             | 26 456  | 15,37  | 94     | 28    |    |      |
| ZU                          | Radicales e Independientes                  |                             | 17 767  | 10,32  | 77     | 11    |    |      |
| -                           | Independientes fuera de pacto               | IND                         | 1184    | 0,69   | 4      | 0     |    |      |
| Total de votos válidos      | Total de votos válidos                      | Total de votos válidos      | 172 133 | 94,01  |        |       |    |      |
| Votos nulos                 | Votos nulos                                 | Votos nulos                 | 4675    | 2,55   |        |       |    |      |
| Votos en blanco             | Votos en blanco                             | Votos en blanco             | 6299    | 3,44   |        |       |    |      |
| Total de sufragios emitidos | Total de sufragios emitidos                 | Total de sufragios emitidos | 183 107 | 100,00 |        |       |    |      |

## Provincia de Diguillín

### Bulnes

#### Alcalde
| Alcalde actual            | Jorge Hidalgo Oñate (Ind./Poder) | Jorge Hidalgo Oñate (Ind./Poder) | Jorge Hidalgo Oñate (Ind./Poder) | Jorge Hidalgo Oñate (Ind./Poder) | Jorge Hidalgo Oñate (Ind./Poder) |
| Candidato/a               | Pacto                            | Partido                          | Votos                            | %                                | Resultado                        |
| ------------------------- | -------------------------------- | -------------------------------- | -------------------------------- | -------------------------------- | -------------------------------- |
| Eugenio Medina Parra      | Chile Vamos                      | Ind.                             | 1901                             | 21,43                            |                                  |
| Thelma Guzmán Asencio     | Chile Digno, Verde y Soberano    | PCCh                             | 966                              | 10,89                            |                                  |
| Jorge Hidalgo Oñate       | Unidad por el Apruebo            | Ind.                             | 1581                             | 17,82                            |                                  |
| Guillermo Yeber Rodríguez | Independiente                    | Ind.                             | 4424                             | 49,86                            | Alcalde                          |

#### Concejales
| Nombre                      | Pacto                                       | Partido | Votos | %     | Resultado | Información adicional |
| --------------------------- | ------------------------------------------- | ------- | ----- | ----- | --------- | --------------------- |
| Nelson Campos Gutiérrez     | Chile Vamos RN-Independientes               | RN      | 667   | 7,85  | Concejal  | Reelecto              |
| Gonzalo Bustamante Troncoso | Chile Vamos RN-Independientes               | Ind.    | 1064  | 12,52 | Concejal  |                       |
| Mireya Lorca Morales        | Frente Amplio                               | Ind.    | 525   | 6,18  | Concejala |                       |
| Lorena Troncoso Correa      | Unidos por la Dignidad                      | Ind.    | 428   | 5,04  | Concejala |                       |
| Ricardo Pávez Pinilla       | Unidad por el Apruebo PS-PPD-Independientes | PPD     | 309   | 3,64  | Concejal  |                       |
| María Sepúlveda Bórquez     | Chile Vamos UDI-Independientes              | UDI     | 664   | 7,81  | Concejala |                       |

### Chillán

#### Alcalde
| Alcalde actual           | Sergio Zarzar Andonie (Ind./Chile Vamos) | Sergio Zarzar Andonie (Ind./Chile Vamos) | Sergio Zarzar Andonie (Ind./Chile Vamos) | Sergio Zarzar Andonie (Ind./Chile Vamos) | Sergio Zarzar Andonie (Ind./Chile Vamos) |
| Candidato/a              | Pacto                                    | Partido                                  | Votos                                    | %                                        | Resultado                                |
| ------------------------ | ---------------------------------------- | ---------------------------------------- | ---------------------------------------- | ---------------------------------------- | ---------------------------------------- |
| Marcelo Contreras Muñoz  | Ecologistas e Independientes             | PEV                                      | 3287                                     | 6,13                                     |                                          |
| Paola Becker Villa       | Chile Vamos                              | Ind.                                     | 8600                                     | 16,03                                    |                                          |
| Patricia Pino Ceballos   | Dignidad Ahora!                          | PH                                       | 3939                                     | 7,34                                     |                                          |
| Manuel Reyes Pinochet    | Republicanos                             | Ind.                                     | 4561                                     | 8,50                                     |                                          |
| Camilo Benavente Jiménez | Unidad por el Apruebo                    | PPD                                      | 33 270                                   | 62,00                                    | Alcalde                                  |

#### Concejales
| Nombre                      | Pacto                                       | Partido | Votos | %    | Resultado | Información adicional |
| --------------------------- | ------------------------------------------- | ------- | ----- | ---- | --------- | --------------------- |
| Quenne Aitken Ferrada       | Chile Digno, Verde y Soberano               | PCCh    | 2911  | 5,68 | Concejala |                       |
| Pedro Sánchez Cabezas       | Chile Vamos RN-Independientes               | Ind.    | 1127  | 2,20 | Concejal  |                       |
| Patricio Huepe García       | Unidos por la Dignidad                      | PDC     | 2458  | 4,80 | Concejal  | Reelecto              |
| Marina Crisóstomo Bravo     | Ecologistas e Independientes                | PEV     | 1713  | 3,34 | Concejala |                       |
| Brígida Hormazábal Gaete    | Unidad por el Apruebo PS-PPD-Independientes | PS      | 4175  | 8,15 | Concejala | Reelecta              |
| Ricardo Valdebenito Fuentes | Unidad por el Apruebo PS-PPD-Independientes | PPD     | 1493  | 2,91 | Concejal  |                       |
| Yanina Contreras Mendoza    | Unidad por el Apruebo PS-PPD-Independientes | Ind.    | 1166  | 2,28 | Concejala |                       |
| Joseph Careaga Palma        | Chile Vamos UDI-Independientes              | UDI     | 2435  | 4,75 | Concejal  | Reelecto              |
| Rodrigo Ramírez Soto        | Chile Vamos UDI-Independientes              | UDI     | 2088  | 4,07 | Concejal  |                       |
| Cesar Riquelme Alarcón      | Radicales e Independientes                  | PR      | 1839  | 3,59 | Concejal  |                       |

### Chillán Viejo

#### Alcalde
| Alcalde actual          | Felipe Aylwin Lagos (PS) | Felipe Aylwin Lagos (PS) | Felipe Aylwin Lagos (PS) | Felipe Aylwin Lagos (PS) | Felipe Aylwin Lagos (PS) |
| Candidato               | Pacto                    | Partido                  | Votos                    | %                        | Resultado                |
| ----------------------- | ------------------------ | ------------------------ | ------------------------ | ------------------------ | ------------------------ |
| Rodrigo Arzola Helo     | Chile Vamos              | Ind.                     | 1207                     | 12.40                    |                          |
| José Silva Espinoza     | Unidad por el Apruebo    | PS                       | 1882                     | 19.34                    |                          |
| Jorge del Pozo Pastene  | Independiente            | Ind.                     | 4145                     | 42.60                    | Alcalde                  |
| Rodolfo Gazmuri Sánchez | Independiente            | Ind.                     | 1460                     | 15.00                    |                          |
| Carlos Hernández Muñoz  | Independiente            | Ind.                     | 543                      | 5.58                     |                          |
| Esteban Misle Muñoz     | Independiente            | Ind.                     | 494                      | 5.08                     |                          |

     Candidato a alcalde que ganó una primaria legal en la comuna, realizadas el 29 de noviembre de 2020.

#### Concejales
| Nombre                     | Pacto                                       | Partido | Votos | %    | Resultado | Información adicional |
| -------------------------- | ------------------------------------------- | ------- | ----- | ---- | --------- | --------------------- |
| Carlos Molina Morales      | Unidos por la Dignidad                      | PDC     | 231   | 2,50 | Concejal  |                       |
| Nelson Ferrada Chávez      | Unidad por el Apruebo PS-PPD-Independientes | PS      | 693   | 7,51 | Concejal  | Reelecto              |
| Rafael Palavecino Troncozo | Unidad por el Apruebo PS-PPD-Independientes | PS      | 432   | 4,68 | Concejal  |                       |
| Evelyn Baltierra Sánchez   | Unidad por el Apruebo PS-PPD-Independientes | PPD     | 700   | 7,58 | Concejala |                       |
| Manuel Sepúlveda Fuentes   | Chile Vamos UDI-Independientes              | UDI     | 578   | 6,26 | Concejal  |                       |
| Patricio San Martin Solís  | Radicales e Independientes                  | PR      | 424   | 4,59 | Concejal  | Reelecto              |

### El Carmen

#### Alcalde
| Alcalde actual          | José San Martín Rubilar (PDC) | José San Martín Rubilar (PDC) | José San Martín Rubilar (PDC) | José San Martín Rubilar (PDC) | José San Martín Rubilar (PDC) | José San Martín Rubilar (PDC) |
| Candidato               | Pacto                         | Partido                       | Votos                         | %                             | Resultado                     | Información adicional         |
| ----------------------- | ----------------------------- | ----------------------------- | ----------------------------- | ----------------------------- | ----------------------------- | ----------------------------- |
| Renan Cabezas Arroyo    | Chile Vamos                   | RN                            | 3204                          | 48,15                         |                               |                               |
| José San Martin Rubilar | Unidos por la Dignidad        | PDC                           | 3450                          | 51,85                         | Alcalde                       | Reelecto                      |

#### Concejales
| Nombre                  | Pacto                                       | Partido | Votos | %     | Resultado | Información adicional |
| ----------------------- | ------------------------------------------- | ------- | ----- | ----- | --------- | --------------------- |
| Hermes Lagos Martínez   | Chile Vamos RN-Independientes               | RN      | 244   | 3,84  | Concejal  |                       |
| Blanca Herrera Benítez  | Unidos por la Dignidad                      | Ind.    | 369   | 5,80  | Concejala |                       |
| Hugo Lagos Mardones     | Unidos por la Dignidad                      | Ind.    | 804   | 12,65 | Concejal  | Reelecto              |
| Luis Casanova Vega      | Unidad por el Apruebo PS-PPD-Independientes | Ind.    | 617   | 9,71  | Concejal  |                       |
| Gustavo Concha Rubilar  | Chile Vamos UDI-Independientes              | Ind.    | 621   | 9,77  | Concejal  |                       |
| Nelson Sandoval Esparza | Chile Vamos UDI-Independientes              | Ind.    | 392   | 6,17  | Concejal  |                       |

### Pemuco

#### Alcalde
| Alcalde actual        | Johnnson Guíñez Núñez (Ind./Chile Vamos) | Johnnson Guíñez Núñez (Ind./Chile Vamos) | Johnnson Guíñez Núñez (Ind./Chile Vamos) | Johnnson Guíñez Núñez (Ind./Chile Vamos) | Johnnson Guíñez Núñez (Ind./Chile Vamos) | Johnnson Guíñez Núñez (Ind./Chile Vamos) |
| Candidato             | Pacto                                    | Partido                                  | Votos                                    | %                                        | Resultado                                | Información adicional                    |
| --------------------- | ---------------------------------------- | ---------------------------------------- | ---------------------------------------- | ---------------------------------------- | ---------------------------------------- | ---------------------------------------- |
| Johnnson Guiñez Núñez | Chile Vamos                              | Ind.                                     | 2312                                     | 52,77                                    | Alcalde                                  | Reelecto                                 |
| Ismael Palma Guiñez   | Unidos por la Dignidad                   | PDC                                      | 2069                                     | 47,23                                    |                                          |                                          |

#### Concejales
| Nombre                        | Pacto                          | Partido | Votos | %     | Resultado | Información adicional |
| ----------------------------- | ------------------------------ | ------- | ----- | ----- | --------- | --------------------- |
| Jorge Carrasco Morales        | Chile Vamos RN-Independientes  | RN      | 286   | 6,63  | Concejal  | Reelecto              |
| Pamela Guiñez Guiñez          | Chile Vamos RN-Independientes  | RN      | 364   | 8,44  | Concejala | Reelecta              |
| Gonzalo Sandoval Gallardo     | Unidos por la Dignidad         | PDC     | 529   | 12,27 | Concejal  | Reelecto              |
| Jacqueline Saldias San Martin | Chile Vamos UDI-Independientes | Ind.    | 750   | 17,39 | Concejala |                       |
| Claudio Rigo-Righi Abascal    | Chile Vamos UDI-Independientes | Ind.    | 285   | 6,61  | Concejal  |                       |
| Luis Rubilar Salazar          | Radicales e Independientes     | Ind.    | 331   | 7,68  | Concejal  | Reelecto              |

### Pinto

#### Alcalde
| Alcalde actual                | Manuel Guzmán Aedo (UDI) | Manuel Guzmán Aedo (UDI) | Manuel Guzmán Aedo (UDI) | Manuel Guzmán Aedo (UDI) | Manuel Guzmán Aedo (UDI) | Manuel Guzmán Aedo (UDI) |
| Candidato/a                   | Pacto                    | Partido                  | Votos                    | %                        | Resultado                | Información adicional    |
| ----------------------------- | ------------------------ | ------------------------ | ------------------------ | ------------------------ | ------------------------ | ------------------------ |
| Manuel Guzmán Aedo            | Chile Vamos              | UDI                      | 3068                     | 54,96                    | Alcalde                  | Reelecto                 |
| Jorge Arias Zumaeta           | Unidad por el Apruebo    | Ind.                     | 727                      | 13,02                    |                          |                          |
| Juan Sáez Freire              | Independiente            | Ind.                     | 1292                     | 23,15                    |                          |                          |
| Gabriela Rodríguez Bustamante | Independiente            | Ind.                     | 495                      | 8,87                     |                          |                          |

#### Concejales
| Nombre                 | Pacto                                       | Partido | Votos | %    | Resultado | Información adicional |
| ---------------------- | ------------------------------------------- | ------- | ----- | ---- | --------- | --------------------- |
| María Chávez Cuevas    | Chile Vamos RN-Independientes               | Ind.    | 254   | 4,75 | Concejala |                       |
| Manuel Ruiz Baeza      | Unidos por la Dignidad                      | PDC     | 463   | 8,67 | Concejal  |                       |
| Rosa Oñate Quiroz      | Unidad por el Apruebo PS-PPD-Independientes | PPD     | 133   | 2,49 | Concejala |                       |
| Jairo del Pino Lema    | Chile Vamos UDI-Independientes              | UDI     | 462   | 8,65 | Concejal  | Reelecto              |
| Marcelo Ojeda Cárcamo  | Chile Vamos UDI-Independientes              | UDI     | 319   | 5,97 | Concejal  |                       |
| Marcelo Gutiérrez Vera | Chile Vamos UDI-Independientes              | Ind.    | 521   | 9,75 | Concejal  |                       |

### Quillón

#### Alcalde
| Alcalde actual          | Miguel Peña Jara (PDC) | Miguel Peña Jara (PDC) | Miguel Peña Jara (PDC) | Miguel Peña Jara (PDC) | Miguel Peña Jara (PDC) |
| Candidato/a             | Pacto                  | Partido                | Votos                  | %                      | Resultado              |
| ----------------------- | ---------------------- | ---------------------- | ---------------------- | ---------------------- | ---------------------- |
| Hilda Quezada Bravo     | Chile Vamos            | RN                     | 2363                   | 37,31                  |                        |
| José Guzmán Fernández   | Dignidad Ahora!        | Ind.                   | 180                    | 2,84                   |                        |
| Miguel Peña Jara        | Unidos por la Dignidad | PDC                    | 3327                   | 52,53                  | Alcalde                |
| Ignacio Sanhueza Patiño | Independiente          | Ind.                   | 463                    | 7,31                   |                        |

#### Concejales
| Nombre                       | Pacto                                       | Partido | Votos | %     | Resultado | Información adicional |
| ---------------------------- | ------------------------------------------- | ------- | ----- | ----- | --------- | --------------------- |
| Esteban Villegas Aguilera    | Chile Vamos RN-Independientes               | RN      | 576   | 9,46  | Concejal  | Reelecto              |
| Felipe Catalán Venegas       | Unidos por la Dignidad                      | PDC     | 1258  | 20,66 | Concejal  | Reelecto              |
| Miriam Pérez Morales         | Unidos por la Dignidad                      | Ind.    | 206   | 3,38  | Concejala | Reelecta              |
| Leonardo Cifuentes Arriagada | Unidos por la Dignidad                      | Ind.    | 999   | 16,41 | Concejal  |                       |
| Juan Fuentealba Salazar      | Unidos por la Dignidad                      | Ind.    | 401   | 6,59  | Concejal  |                       |
| Jorge Muñoz Álvarez          | Unidad por el Apruebo PS-PPD-Independientes | PPD     | 240   | 3,94  | Concejal  |                       |

### San Ignacio

#### Alcalde
| Alcalde actual            | Osiel Soto Lagos (UDI) | Osiel Soto Lagos (UDI) | Osiel Soto Lagos (UDI) | Osiel Soto Lagos (UDI) | Osiel Soto Lagos (UDI) |
| Candidato                 | Pacto                  | Partido                | Votos                  | %                      | Resultado              |
| ------------------------- | ---------------------- | ---------------------- | ---------------------- | ---------------------- | ---------------------- |
| Martin Figueroa Ponce     | Chile Vamos            | Ind.                   | 2422                   | 40,56                  |                        |
| Sergio González Méndez    | Independiente          | Ind.                   | 1099                   | 18,40                  |                        |
| Cesar Figueroa Betancourt | Independiente          | Ind.                   | 2451                   | 41,04                  | Alcalde                |

#### Concejales
| Nombre                    | Pacto                                       | Partido | Votos | %     | Resultado | Información adicional |
| ------------------------- | ------------------------------------------- | ------- | ----- | ----- | --------- | --------------------- |
| Patricio Suazo Romero     | Chile Vamos RN-Independientes               | RN      | 384   | 6,65  | Concejal  |                       |
| Paloma Moreno Gallardo    | Chile Vamos RN-Independientes               | Ind.    | 335   | 5,80  | Concejala |                       |
| Claudio Contreras Utreras | Chile Vamos PRI-Independientes              | PRI     | 231   | 4,00  | Concejal  |                       |
| Martin Becerra González   | Unidad por el Apruebo PS-PPD-Independientes | PPD     | 498   | 8,62  | Concejal  |                       |
| Rodny Baeza Palma         | Unidad por el Apruebo PS-PPD-Independientes | PPD     | 585   | 10,13 | Concejal  | Reelecto              |
| Manuel Sandoval Daza      | Radicales e Independientes                  | Ind.    | 308   | 5,33  | Concejal  |                       |

### Yungay

#### Alcalde
| Alcalde actual             | Rafael Cifuentes Rodríguez (PS) | Rafael Cifuentes Rodríguez (PS) | Rafael Cifuentes Rodríguez (PS) | Rafael Cifuentes Rodríguez (PS) | Rafael Cifuentes Rodríguez (PS) | Rafael Cifuentes Rodríguez (PS) |
| Candidato/a                | Pacto                           | Partido                         | Votos                           | %                               | Resultado                       | Información adicional           |
| -------------------------- | ------------------------------- | ------------------------------- | ------------------------------- | ------------------------------- | ------------------------------- | ------------------------------- |
| Sebastián Baeza Baeza      | Independientes Cristianos       | Ind.                            | 176                             | 2,52                            |                                 |                                 |
| Rafael Cifuentes Rodríguez | Unidad por el Apruebo           | PS                              | 2435                            | 34,86                           | Alcalde                         | Reelecto                        |
| Juan López Rivas           | Independiente                   | Ind.                            | 390                             | 5,58                            |                                 |                                 |
| Francisco Guíñez Arriagada | Independiente                   | Ind.                            | 1409                            | 20,17                           |                                 |                                 |
| Rodrigo Stuardo Hernández  | Independiente                   | Ind.                            | 618                             | 8,85                            |                                 |                                 |
| Juana Sandoval Rojas       | Independiente                   | Ind.                            | 1957                            | 28,02                           |                                 |                                 |

#### Concejales
| Nombre                    | Pacto                                       | Partido | Votos | %     | Resultado | Información adicional |
| ------------------------- | ------------------------------------------- | ------- | ----- | ----- | --------- | --------------------- |
| Fernando Cabezas Vallejos | Chile Vamos RN-Independientes               | Ind.    | 333   | 4,92  | Concejal  |                       |
| Berta Cid Jofre           | Chile Vamos RN-Independientes               | Ind.    | 670   | 9,90  | Concejala |                       |
| Gonzalo Rojas Sandoval    | Unidos por la Dignidad                      | Ind.    | 995   | 14,71 | Concejal  |                       |
| Ricardo Ramos Martinez    | Unidad por el Apruebo PS-PPD-Independientes | PS      | 396   | 5,85  | Concejal  | Reelecto              |
| Patricia Moncada Morales  | Unidad por el Apruebo PS-PPD-Independientes | Ind.    | 713   | 10,54 | Concejala | Reelecta              |
| Julio Nuñez Carrasco      | Chile Vamos UDI-Independientes              | UDI     | 358   | 5,29  | Concejal  |                       |

## Provincia de Itata

### Cobquecura

#### Alcalde
| Alcalde actual           | Julio Fuentes Alarcón (PR) | Julio Fuentes Alarcón (PR) | Julio Fuentes Alarcón (PR) | Julio Fuentes Alarcón (PR) | Julio Fuentes Alarcón (PR) | Julio Fuentes Alarcón (PR) |
| Candidato/a              | Pacto                      | Partido                    | Votos                      | %                          | Resultado                  | Información adicional      |
| ------------------------ | -------------------------- | -------------------------- | -------------------------- | -------------------------- | -------------------------- | -------------------------- |
| Fernanda Torres Orellana | Chile Vamos                | Ind.                       | 164                        | 4,10                       |                            |                            |
| Julio Fuentes Alarcón    | Unidad por el Apruebo      | Ind.                       | 1922                       | 48,05                      | Alcalde                    | Reelecto                   |
| Jorge Romero Villalobos  | Independiente              | Ind.                       | 1914                       | 47,85                      |                            |                            |

#### Concejales
| Nombre                  | Pacto                                       | Partido | Votos | %     | Resultado | Información adicional |
| ----------------------- | ------------------------------------------- | ------- | ----- | ----- | --------- | --------------------- |
| Claudio Vargas Sandoval | Chile Vamos RN-Independientes               | RN      | 508   | 13,23 | Concejal  | Reelecto              |
| Sergio Bustos Vera      | Unidos por la Dignidad                      | Ind.    | 276   | 7,19  | Concejal  |                       |
| Ramon Venegas Neira     | Unidad por el Apruebo PS-PPD-Independientes | PS      | 441   | 11,48 | Concejal  | Reelecto              |
| Henry Segura Arias      | Chile Vamos UDI-Independientes              | UDI     | 539   | 14,03 | Concejal  | Reelecto              |
| Maritza Alarcón Vera    | Chile Vamos UDI-Independientes              | UDI     | 200   | 5,21  | Concejala |                       |
| Miguel Pacheco Alarcón  | Chile Vamos UDI-Independientes              | UDI     | 355   | 9,24  | Concejal  |                       |

### Coelemu

#### Alcalde
| Alcalde actual             | Alejandro Pedreros Urrutia (Ind./Nueva Mayoría) | Alejandro Pedreros Urrutia (Ind./Nueva Mayoría) | Alejandro Pedreros Urrutia (Ind./Nueva Mayoría) | Alejandro Pedreros Urrutia (Ind./Nueva Mayoría) | Alejandro Pedreros Urrutia (Ind./Nueva Mayoría) | Alejandro Pedreros Urrutia (Ind./Nueva Mayoría) |
| Candidato/a                | Pacto                                           | Partido                                         | Votos                                           | %                                               | Resultado                                       | Información adicional                           |
| -------------------------- | ----------------------------------------------- | ----------------------------------------------- | ----------------------------------------------- | ----------------------------------------------- | ----------------------------------------------- | ----------------------------------------------- |
| Juan Escalona González     | Ecologistas e Independientes                    | Ind.                                            | 216                                             | 2,52                                            |                                                 |                                                 |
| Laura Aravena Alarcón      | Chile Vamos                                     | RN                                              | 3737                                            | 43,64                                           |                                                 |                                                 |
| Alejandro Pedreros Urrutia | Unidad por el Apruebo                           | Ind.                                            | 4611                                            | 53,84                                           | Alcalde                                         | Reelecto                                        |

#### Concejales
| Nombre                         | Pacto                                       | Partido | Votos | %    | Resultado | Información adicional |
| ------------------------------ | ------------------------------------------- | ------- | ----- | ---- | --------- | --------------------- |
| Gonzalo Llanos Romero          | Chile Digno, Verde y Soberano               | Ind.    | 391   | 4,80 | Concejal  |                       |
| Carmen Gutiérrez González      | Chile Vamos RN-Independientes               | RN      | 456   | 5,60 | Concejala |                       |
| Natalia Cabrera Torres         | Unidos por la Dignidad                      | PDC     | 774   | 9,50 | Concejala | Reelecta              |
| Miguel Novoa Alarcón           | Chile Vamos PRI-Independientes              | PRI     | 623   | 7,64 | Concejal  |                       |
| Christian Risopatron Rodriguez | Unidad por el Apruebo PS-PPD-Independientes | PPD     | 412   | 5,06 | Concejal  | Reelecto              |
| Eduardo Romero Rivas           | Radicales e Independientes                  | PR      | 316   | 3,88 | Concejal  |                       |

### Ninhue

#### Alcalde
| Alcaldesa actual            | Carmen Blanco Hadi (RN) | Carmen Blanco Hadi (RN) | Carmen Blanco Hadi (RN) | Carmen Blanco Hadi (RN) | Carmen Blanco Hadi (RN) |
| Candidato                   | Pacto                   | Partido                 | Votos                   | %                       | Resultado               |
| --------------------------- | ----------------------- | ----------------------- | ----------------------- | ----------------------- | ----------------------- |
| Daniel Arriagada Jara       | Chile Vamos             | UDI                     | 572                     | 14,35                   |                         |
| Luis Molina Melo            | Unidos por la Dignidad  | Ind.                    | 2180                    | 54,69                   | Alcalde                 |
| Ronald Tassara Espinoza     | Independiente           | Ind.                    | 1080                    | 27,09                   |                         |
| Roberto Contreras Contreras | Independiente           | Ind.                    | 154                     | 3,86                    |                         |

#### Concejales
| Nombre                    | Pacto                                       | Partido | Votos | %     | Resultado | Información adicional |
| ------------------------- | ------------------------------------------- | ------- | ----- | ----- | --------- | --------------------- |
| Petrona Ortiz Contreras   | Chile Vamos RN-Independientes               | RN      | 476   | 12,42 | Concejala | Reelecta              |
| Carlos Hizmeri Parra      | Unidos por la Dignidad                      | PDC     | 408   | 10,65 | Concejal  |                       |
| Elizabeth Rodríguez Parra | Unidos por la Dignidad                      | Ind.    | 267   | 6,97  | Concejala |                       |
| Pedro Gutiérrez Quintana  | Unidad por el Apruebo PS-PPD-Independientes | Ind.    | 372   | 9,71  | Concejal  | Reelecto              |
| Pedro Parra Montecinos    | Unidad por el Apruebo PS-PPD-Independientes | Ind.    | 356   | 9,29  | Concejal  |                       |
| Grit Guiñez Sanhueza      | Chile Vamos UDI-Independientes              | Ind.    | 337   | 8,79  | Concejala |                       |

### Portezuelo

#### Alcalde
| Alcalde actual          | René Schuffeneger Salas (RN) | René Schuffeneger Salas (RN) | René Schuffeneger Salas (RN) | René Schuffeneger Salas (RN) | René Schuffeneger Salas (RN) | René Schuffeneger Salas (RN) |
| Candidato               | Pacto                        | Partido                      | Votos                        | %                            | Resultado                    | Información adicional        |
| ----------------------- | ---------------------------- | ---------------------------- | ---------------------------- | ---------------------------- | ---------------------------- | ---------------------------- |
| René Schuffeneger Salas | Chile Vamos                  | RN                           | 2525                         | 100,00                       | Alcalde                      | Reelecto                     |

#### Concejales
| Nombre                    | Pacto                          | Partido | Votos | %     | Resultado | Información adicional |
| ------------------------- | ------------------------------ | ------- | ----- | ----- | --------- | --------------------- |
| Jorge Oviedo de la Fuente | Chile Vamos RN-Independientes  | Ind.    | 233   | 7,78  | Concejal  |                       |
| Elizabeth Zamudio Vásquez | Chile Vamos RN-Independientes  | Ind.    | 287   | 9,59  | Concejala |                       |
| Modesto Sepúlveda Andrade | Unidos por la Dignidad         | Ind.    | 238   | 7,95  | Concejal  |                       |
| Juan Ramírez Sepúlveda    | Unidos por la Dignidad         | Ind.    | 460   | 15,37 | Concejal  | Reelecto              |
| Alan Ibáñez García        | Chile Vamos UDI-Independientes | UDI     | 280   | 9,36  | Concejal  | Reelecto              |
| José Iturra Yevenes       | Chile Vamos UDI-Independientes | Ind.    | 162   | 5,41  | Concejal  |                       |

### Quirihue

#### Alcalde
| Alcalde actual            | Richard Irribarra Ramírez (PR) | Richard Irribarra Ramírez (PR) | Richard Irribarra Ramírez (PR) | Richard Irribarra Ramírez (PR) | Richard Irribarra Ramírez (PR) | Richard Irribarra Ramírez (PR) |
| Candidato                 | Pacto                          | Partido                        | Votos                          | %                              | Resultado                      | Información adicional          |
| ------------------------- | ------------------------------ | ------------------------------ | ------------------------------ | ------------------------------ | ------------------------------ | ------------------------------ |
| Sebastián Godoy Bustos    | Chile Vamos                    | UDI                            | 754                            | 12,96                          |                                |                                |
| Richard Irribarra Ramírez | Unidad por el Apruebo          | PR                             | 2935                           | 50,46                          | Alcalde                        | Reelecto                       |
| José Hadi Pino            | Independiente                  | Ind.                           | 2127                           | 36,57                          |                                |                                |

#### Concejales
| Nombre                   | Pacto                          | Partido | Votos | %     | Resultado | Información adicional |
| ------------------------ | ------------------------------ | ------- | ----- | ----- | --------- | --------------------- |
| Danilo Gajardo Hernández | Unidos por la Dignidad         | PDC     | 281   | 5,07  | Concejal  |                       |
| Lidia Bustos Tardón      | Unidos por la Dignidad         | Ind.    | 750   | 13,55 | Concejala |                       |
| Israel Parra Hernández   | Ecologistas e Independientes   | Ind.    | 465   | 8,40  | Concejal  |                       |
| Olga Saavedra Huaiquiche | Chile Vamos UDI-Independientes | Ind.    | 437   | 7,89  | Concejala |                       |
| Luis Fuentes Alarcón     | Radicales e Independientes     | PR      | 961   | 17,36 | Concejal  | Reelecto              |
| Ariel Urrutia Romero     | Radicales e Independientes     | Ind.    | 232   | 4,19  | Concejal  |                       |

### Ránquil

#### Alcalde
| Alcalde actual            | Benito Bravo Delgado (PPD) | Benito Bravo Delgado (PPD) | Benito Bravo Delgado (PPD) | Benito Bravo Delgado (PPD) | Benito Bravo Delgado (PPD) |
| Candidato                 | Pacto                      | Partido                    | Votos                      | %                          | Resultado                  |
| ------------------------- | -------------------------- | -------------------------- | -------------------------- | -------------------------- | -------------------------- |
| Nicolás Torres Ovalle     | Chile Vamos                | RN                         | 2232                       | 60,57                      | Alcalde                    |
| Benito Bravo Delgado      | Unidad por el Apruebo      | PPD                        | 1248                       | 33,87                      |                            |
| Carlos García Vera        | Independiente              | Ind.                       | 78                         | 2,12                       |                            |
| Christian Astudillo Muñoz | Independiente              | Ind.                       | 127                        | 3,45                       |                            |

#### Concejales
| Nombre                | Pacto                              | Partido | Votos | %     | Resultado | Información adicional |
| --------------------- | ---------------------------------- | ------- | ----- | ----- | --------- | --------------------- |
| Ximena Aguilera Puga  | Chile Vamos RN-Independientes      | Ind.    | 359   | 10,01 | Concejala |                       |
| Felipe Rebolledo Saez | Unidos por la Dignidad             | Ind.    | 642   | 17,90 | Concejal  | Reelecto              |
| Leonardo Torres Palma | Unidos por la Dignidad             | Ind.    | 133   | 3,71  | Concejal  | Reelecto              |
| Claudio Rabanal Muñoz | Unidos por la Dignidad             | PPD     | 237   | 6,61  | Concejal  | Reelecto              |
| Daniel Navidad Lagos  | Chile Vamos Evópoli-Independientes | Ind.    | 462   | 12,88 | Concejal  |                       |
| Sandro Cartes Fuentes | Chile Vamos UDI-Independientes     | Ind.    | 266   | 7,42  | Concejal  |                       |

### Trehuaco

#### Alcalde
| Alcalde actual             | Luis Cuevas Ibarra (Ind./Nueva Mayoría) | Luis Cuevas Ibarra (Ind./Nueva Mayoría) | Luis Cuevas Ibarra (Ind./Nueva Mayoría) | Luis Cuevas Ibarra (Ind./Nueva Mayoría) | Luis Cuevas Ibarra (Ind./Nueva Mayoría) |
| Candidato                  | Pacto                                   | Partido                                 | Votos                                   | %                                       | Resultado                               |
| -------------------------- | --------------------------------------- | --------------------------------------- | --------------------------------------- | --------------------------------------- | --------------------------------------- |
| Jorge Morales Sanhueza     | Chile Vamos                             | UDI                                     | 1263                                    | 29,27                                   |                                         |
| Eduardo Valenzuela Salazar | Unidos por la Dignidad                  | PDC                                     | 773                                     | 17,91                                   |                                         |
| Víctor Chandia Arce        | Independiente                           | Ind.                                    | 879                                     | 20,37                                   |                                         |
| Raúl Espejo Escobar        | Independiente                           | Ind.                                    | 1400                                    | 32,44                                   | Alcalde                                 |

#### Concejales
| Nombre                   | Pacto                                       | Partido | Votos | %    | Resultado |
| ------------------------ | ------------------------------------------- | ------- | ----- | ---- | --------- |
| Rolando Agurto Acuña     | Unidos por la Dignidad                      | Ind.    | 268   | 6,44 | Concejal  |
| Pedro Concha Riquelme    | Ecologistas e Independientes                | Ind.    | 292   | 7,01 | Concejal  |
| Luis Monsalve Valenzuela | Chile Vamos PRI-Independientes              | Ind.    | 178   | 4,27 | Concejal  |
| Viviana Nona Sepulveda   | Unidad por el Apruebo PS-PPD-Independientes | Ind.    | 156   | 3,75 | Concejala |
| Claudia Parra Bello      | Chile Vamos UDI-Independientes              | UDI     | 297   | 7,13 | Concejala |
| Joel Gatica Arenas       | Chile Vamos UDI-Independientes              | Ind.    | 278   | 6,68 | Concejal  |

## Provincia de Punilla

### Coihueco

#### Alcalde
| Alcalde actual         | Carlos Chandía Alarcón (RN)   | Carlos Chandía Alarcón (RN) | Carlos Chandía Alarcón (RN) | Carlos Chandía Alarcón (RN) | Carlos Chandía Alarcón (RN) | Carlos Chandía Alarcón (RN) |
| Candidato              | Pacto                         | Partido                     | Votos                       | %                           | Resultado                   | Información adicional       |
| ---------------------- | ----------------------------- | --------------------------- | --------------------------- | --------------------------- | --------------------------- | --------------------------- |
| Carlos Chandía Alarcón | Chile Vamos                   | RN                          | 6278                        | 74,16                       | Alcalde                     | Reelecto                    |
| Cristian Herrera Caro  | Chile Digno, Verde y Soberano | PCCh                        | 556                         | 6,57                        |                             |                             |
| Juan Olave Pedraza     | Unidad por el Apruebo         | Ind.                        | 1631                        | 19,27                       |                             |                             |

#### Concejales
| Nombre                  | Pacto                                       | Partido | Votos | %     | Resultado |
| ----------------------- | ------------------------------------------- | ------- | ----- | ----- | --------- |
| Erika Morales Arzola    | Chile Vamos RN-Independientes               | RN      | 615   | 7,58  | Concejala |
| Carlos Navarrete Medina | Chile Vamos RN-Independientes               | RN      | 539   | 6,64  | Concejal  |
| José Guzmán Zúñiga      | Unidad por el Apruebo PS-PPD-Independientes | PPD     | 536   | 6,61  | Concejal  |
| Luis Améstica Ponce     | Radicales e Independientes                  | Ind.    | 1228  | 15,14 | Concejal  |
| Wilson Palma Jelves     | Radicales e Independientes                  | Ind.    | 1134  | 13,98 | Concejal  |
| Juan Arteaga Arenas     | Radicales e Independientes                  | Ind.    | 240   | 2,96  | Concejal  |

### Ñiquén

#### Alcalde
| Alcalde actual      | Manuel Pino Turra (UDI) | Manuel Pino Turra (UDI) | Manuel Pino Turra (UDI) | Manuel Pino Turra (UDI) | Manuel Pino Turra (UDI) | Manuel Pino Turra (UDI) |
| Candidato           | Pacto                   | Partido                 | Votos                   | %                       | Resultado               | Información adicional   |
| ------------------- | ----------------------- | ----------------------- | ----------------------- | ----------------------- | ----------------------- | ----------------------- |
| Manuel Pino Turra   | Chile Vamos             | UDI                     | 2774                    | 60,57                   | Alcalde                 | Reelecto                |
| José Fica Peña      | Frente Amplio           | Ind.                    | 407                     | 8,89                    |                         |                         |
| Pablo Jiménez Acuña | Unidad por el Apruebo   | PS                      | 1399                    | 30,55                   |                         |                         |

#### Concejales
| Nombre                  | Pacto                          | Partido | Votos | %     | Resultado | Información adicional |
| ----------------------- | ------------------------------ | ------- | ----- | ----- | --------- | --------------------- |
| John Sepúlveda Salazar  | Chile Vamos RN-Independientes  | RN      | 328   | 7,25  | Concejal  | Reelecto              |
| Alex Valenzuela Sánchez | Chile Vamos RN-Independientes  | RN      | 347   | 7,67  | Concejal  | Reelecto              |
| José Mercado Fuentes    | Unidos por la Dignidad         | PDC     | 255   | 5,63  | Concejal  | Reelecto              |
| Alexis Méndez Uribe     | Chile Vamos UDI-Independientes | UDI     | 611   | 13,50 | Concejal  |                       |
| Marco Valero Jeldres    | Chile Vamos UDI-Independientes | Ind.    | 382   | 8,44  | Concejal  |                       |
| Juan Burgos Labrin      | Chile Vamos UDI-Independientes | Ind.    | 208   | 4,59  | Concejal  |                       |

### San Carlos

#### Alcalde
| Alcalde actual         | Pedro Méndez Sanchéz (RN)    | Pedro Méndez Sanchéz (RN) | Pedro Méndez Sanchéz (RN) | Pedro Méndez Sanchéz (RN) | Pedro Méndez Sanchéz (RN) |
| Candidato/a            | Pacto                        | Partido                   | Votos                     | %                         | Resultado                 |
| ---------------------- | ---------------------------- | ------------------------- | ------------------------- | ------------------------- | ------------------------- |
| Gisselle Ávila Bustos  | Ecologistas e Independientes | Ind.                      | 445                       | 2,92                      |                           |
| Lorena Jardua Campos   | Chile Vamos                  | Ind.                      | 3467                      | 22,79                     |                           |
| Williams Suazo Soto    | Unidad por el Apruebo        | PS                        | 5091                      | 33,46                     | Alcalde                   |
| Cesar Ortiz Gallegos   | Republicanos                 | Ind.                      | 1422                      | 9,35                      |                           |
| María García Navarrete | Independiente                | Ind.                      | 1011                      | 6,64                      |                           |
| Rubén Méndez Venegas   | Independiente                | Ind.                      | 3779                      | 24,84                     |                           |

#### Concejales
| Nombre                     | Pacto                                       | Partido | Votos | %    | Resultado | Información adicional |
| -------------------------- | ------------------------------------------- | ------- | ----- | ---- | --------- | --------------------- |
| Lorena Polanco González    | Chile Digno, Verde y Soberano               | PCCh    | 1269  | 8,55 | Concejala |                       |
| Pedro Méndez Sánchez       | Chile Vamos RN-Independientes               | RN      | 802   | 5,40 | Concejal  | Reelecto              |
| Daniel García Binimelis    | Unidos por la Dignidad                      | PDC     | 760   | 5,12 | Concejal  |                       |
| Rafael de la Cuadra Valdés | Unidad por el Apruebo PS-PPD-Independientes | PS      | 983   | 6,62 | Concejal  |                       |
| Daniel Pizarro Uribe       | Chile Vamos Evópoli-Independientes          | Evópoli | 954   | 6,43 | Concejal  |                       |
| Jorge Silva Fuentes        | Chile Vamos UDI-Independientes              | UDI     | 1138  | 7,67 | Concejal  | Reelecto              |

### San Fabián

#### Alcalde
| Alcalde actual            | Claudio Almuna Garrido (RN) | Claudio Almuna Garrido (RN) | Claudio Almuna Garrido (RN) | Claudio Almuna Garrido (RN) | Claudio Almuna Garrido (RN) | Claudio Almuna Garrido (RN) |
| Candidato                 | Pacto                       | Partido                     | Votos                       | %                           | Resultado                   | Información adicional       |
| ------------------------- | --------------------------- | --------------------------- | --------------------------- | --------------------------- | --------------------------- | --------------------------- |
| Claudio Almuna Garrido    | Chile Vamos                 | RN                          | 927                         | 30,14                       | Alcalde                     | Reelecto                    |
| Enrique Olivares Landaeta | Unidad por el Apruebo       | Ind.                        | 752                         | 24,45                       |                             |                             |
| Fernando Correa Sandoval  | Independiente               | Ind.                        | 857                         | 27,86                       |                             |                             |
| Cristofer Valdés González | Independiente               | Ind.                        | 540                         | 17,56                       |                             |                             |

#### Concejales
| Nombre                        | Pacto                                       | Partido | Votos | %     | Resultado | Información adicional |
| ----------------------------- | ------------------------------------------- | ------- | ----- | ----- | --------- | --------------------- |
| Evelyn Troncoso Sepúlveda     | Chile Vamos RN-Independientes               | Ind.    | 383   | 12,84 | Concejala |                       |
| Fernando Jiménez Benavides    | Unidos por la Dignidad                      | PDC     | 199   | 6,67  | Concejal  | Reelecto              |
| Carlos Orellana Orellana      | Unidad por el Apruebo PS-PPD-Independientes | PPD     | 359   | 12,04 | Concejal  | Reelecto              |
| Maximiliano Quiñones Ceballos | Unidad por el Apruebo PS-PPD-Independientes | PPD     | 278   | 9,32  | Concejal  |                       |
| Juan Quiroga Navarrete        | Chile Vamos UDI-Independientes              | UDI     | 255   | 8,55  | Concejal  |                       |
| Francisco Lara Villa          | Radicales e Independientes                  | Ind.    | 211   | 7,08  | Concejal  |                       |

### San Nicolás

#### Alcalde
| Alcalde actual        | Víctor Toro Leiva (Ind./Nueva Mayoría) | Víctor Toro Leiva (Ind./Nueva Mayoría) | Víctor Toro Leiva (Ind./Nueva Mayoría) | Víctor Toro Leiva (Ind./Nueva Mayoría) | Víctor Toro Leiva (Ind./Nueva Mayoría) |
| Candidato/a           | Pacto                                  | Partido                                | Votos                                  | %                                      | Resultado                              |
| --------------------- | -------------------------------------- | -------------------------------------- | -------------------------------------- | -------------------------------------- | -------------------------------------- |
| Víctor Rice Sánchez   | Chile Vamos                            | RN                                     | 2880                                   | 45,84                                  | Alcalde                                |
| Silvana Neira Llanos  | Unidos por la Dignidad                 | PDC                                    | 1515                                   | 24,11                                  |                                        |
| Jaime Bustos Espinoza | Independiente                          | Ind.                                   | 402                                    | 6,40                                   |                                        |
| Manuel Bello Núñez    | Independiente                          | Ind.                                   | 1486                                   | 23,65                                  |                                        |

#### Concejales
| Nombre                        | Pacto                                       | Partido | Votos | %    | Resultado | Información adicional |
| ----------------------------- | ------------------------------------------- | ------- | ----- | ---- | --------- | --------------------- |
| Doclisiano Palavicino Fuentes | Chile Vamos RN-Independientes               | RN      | 501   | 8,43 | Concejal  |                       |
| Catalina Guzman Simpfendorfer | Chile Vamos RN-Independientes               | Ind.    | 433   | 7,28 | Concejala |                       |
| Julio Canales Toro            | Unidos por la Dignidad                      | PDC     | 506   | 8,51 | Concejal  | Reelecto              |
| Patricio Avendaño Medina      | Unidos por la Dignidad                      | Ind.    | 355   | 5,97 | Concejal  |                       |
| Rafael Gonzalez Navarrete     | Unidad por el Apruebo PS-PPD-Independientes | Ind.    | 488   | 8,21 | Concejal  |                       |
| Nicolas Olave Alvarez         | Chile Vamos UDI-Independientes              | UDI     | 427   | 7,18 | Concejal  |                       |